# Tenuipalpus hastaligni
Tenuipalpus hastaligni är en spindeldjursart som beskrevs av De Leon 1956. Tenuipalpus hastaligni ingår i släktet Tenuipalpus och familjen Tenuipalpidae. Inga underarter finns listade i Catalogue of Life.